# Alfa Romeo 145
Alfa Romeo 145 (hatchback) a Alfa Romeo 146 (sedan) jsou automobily nižší střední třídy italského výrobce aut Alfa Romeo. Byly představeny v roce 1994 na Turínském autosalonu.

## Historie
Aby Alfa Romeo nahradila stárnoucí model Alfa Romeo 33, představila v roce 1994 model 145 a o rok později 146. Podvozek pochází z Fiatu Tipo, na kterém jsou postavené i automobily Fiat Tipo Due, Fiat Marea, Fiat Coupé, Fiat Bravo/Brava,  Alfa Romeo 156, Alfa Romeo 146, Alfa Romeo 147, Alfa Romeo GTV, Alfa Romeo Giulietta a Lancia Delta.
Prostorný a jedinečně italský interiér byl podle všeho dobře přijat. Zvláštně tvarovaná zkrácená palubní deska přitahuje velkou pozornost, ale ve skutečnosti byla navržena pro bezpečnost a praktičnost, nikoli kvůli estetice.
Roku 1997 proběhla modernizace obou typů a v roce 2000 byly nahrazeny modelem 147.

## Galerie

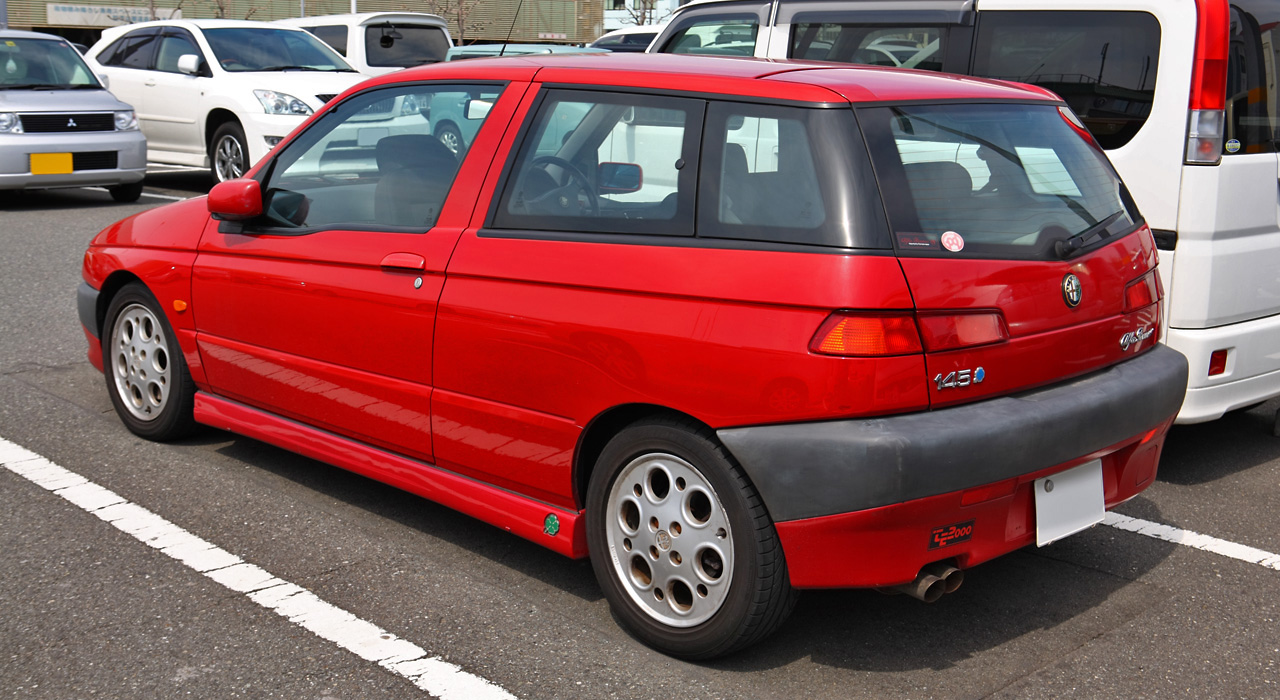
Alfa Romeo 145 (zadní pohled)
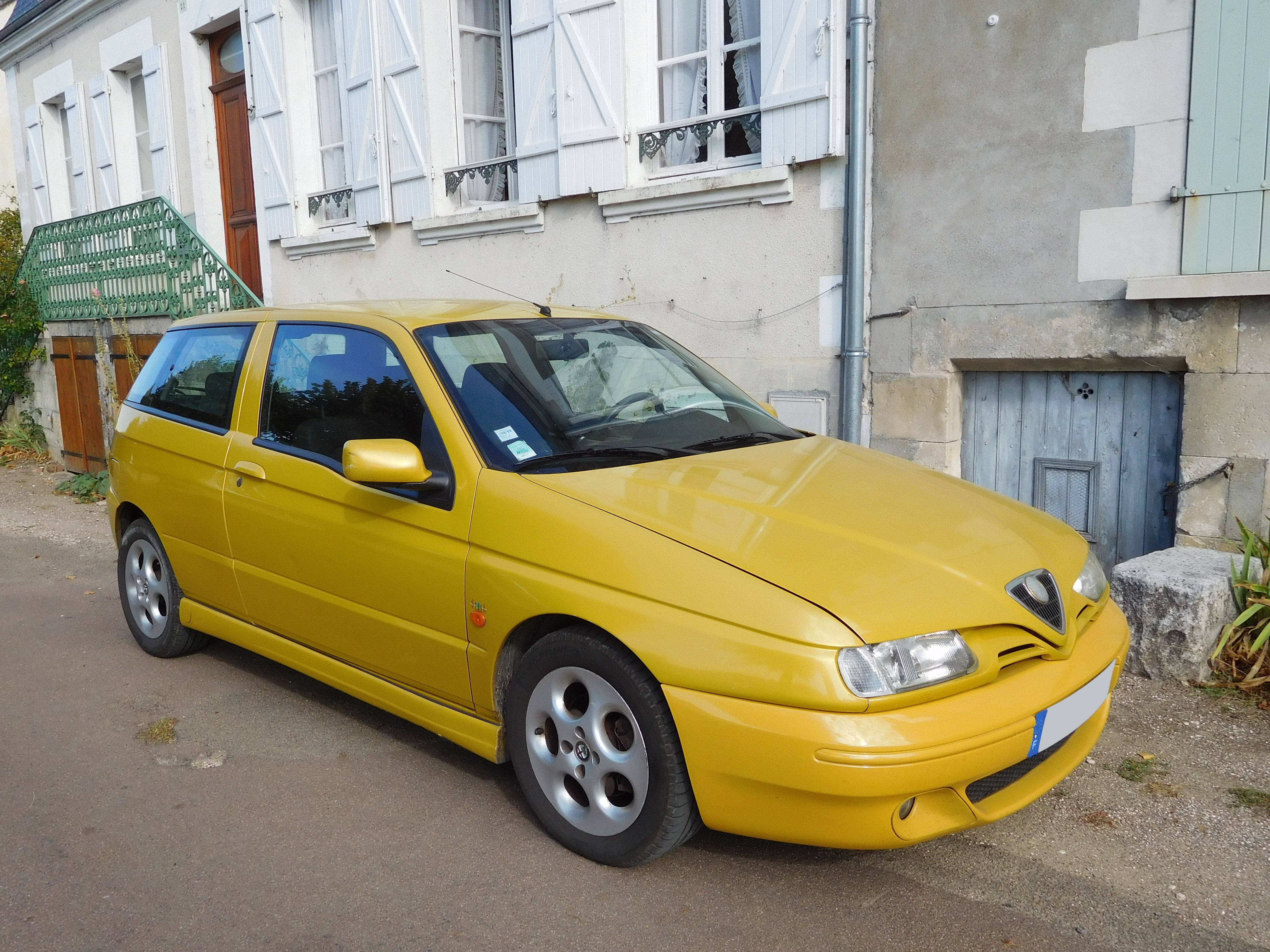
Alfa Romeo 145 (facelift)
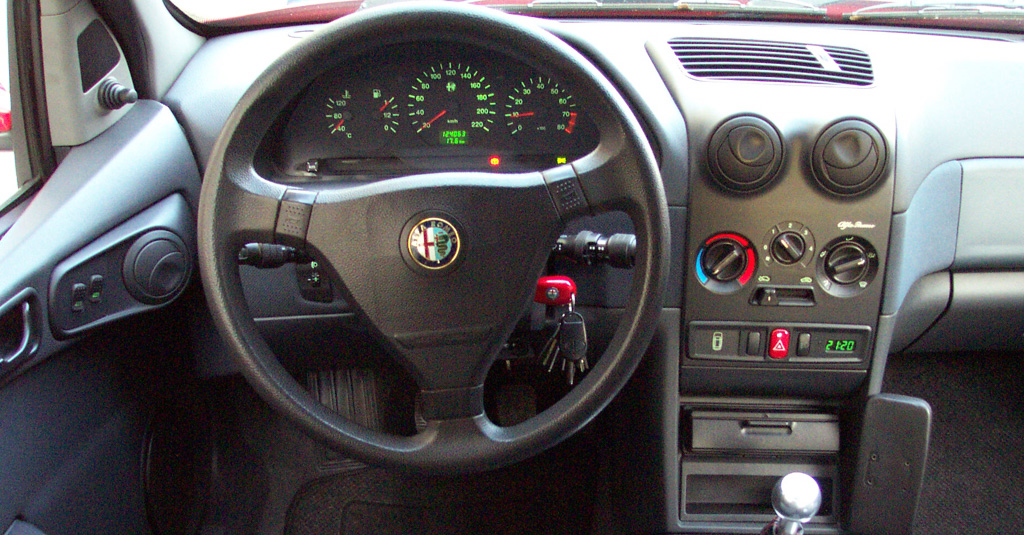
Alfa Romeo 145 1.4 TwinSpark – interiér
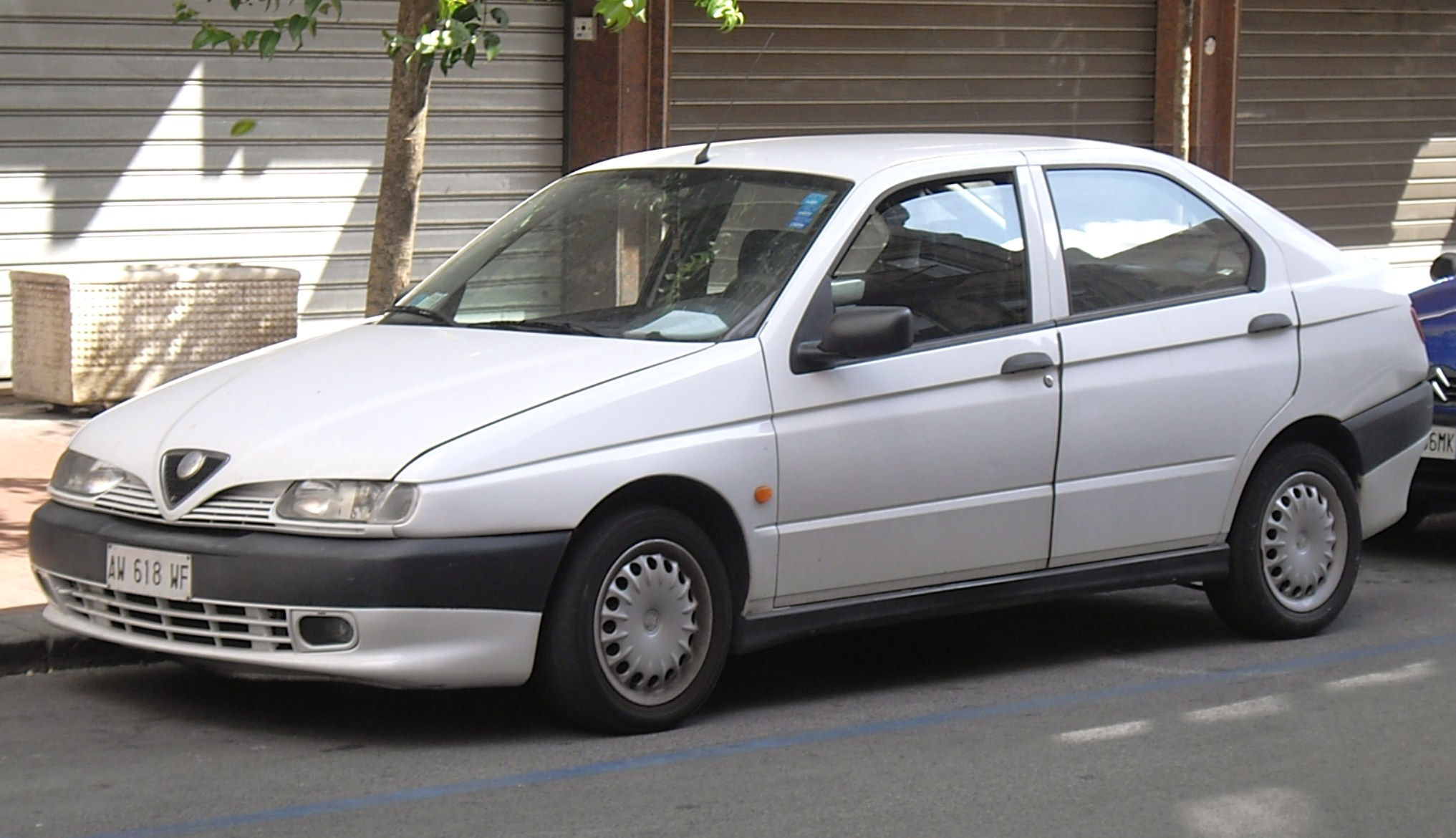
Alfa Romeo 146
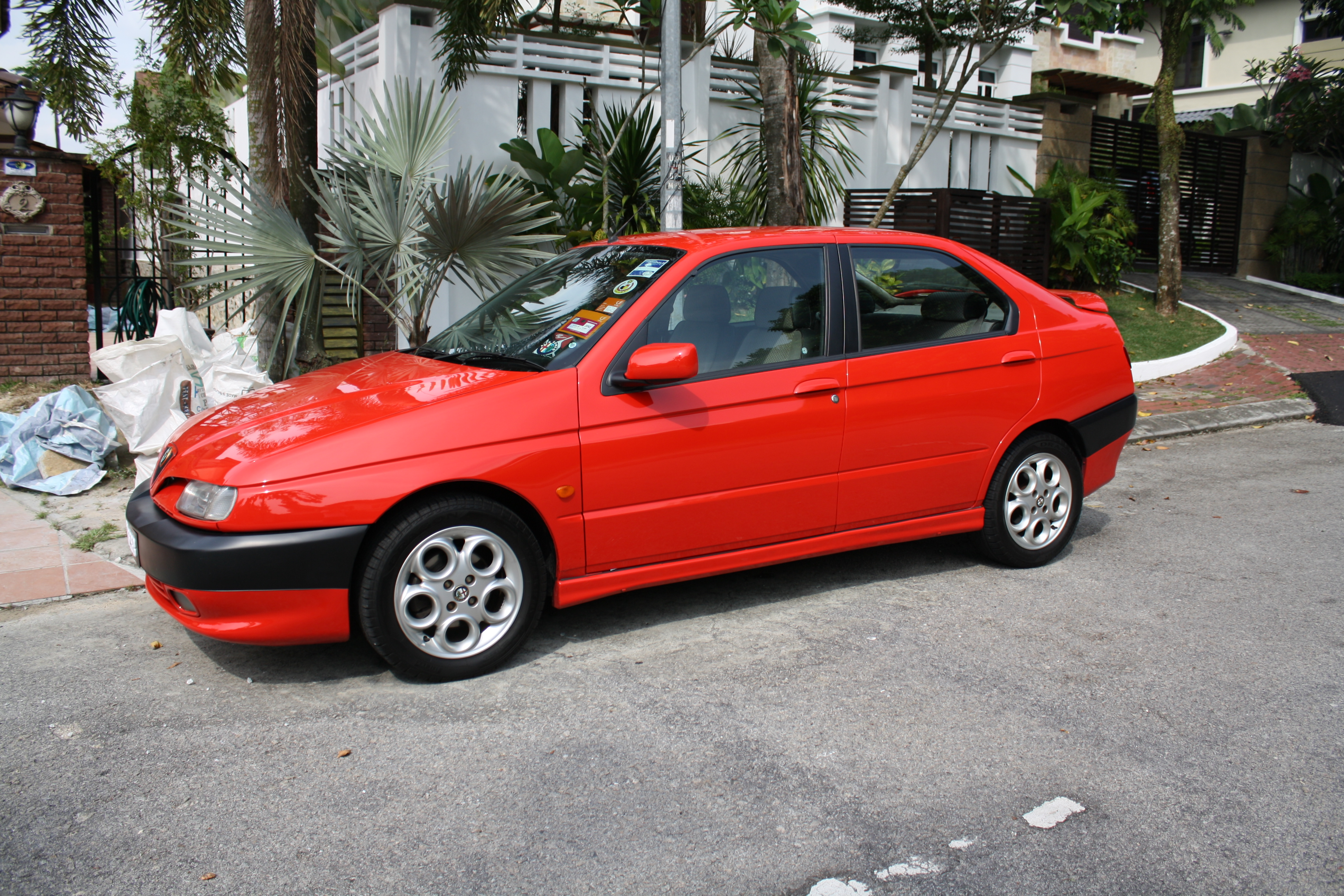
Alfa Romeo 146
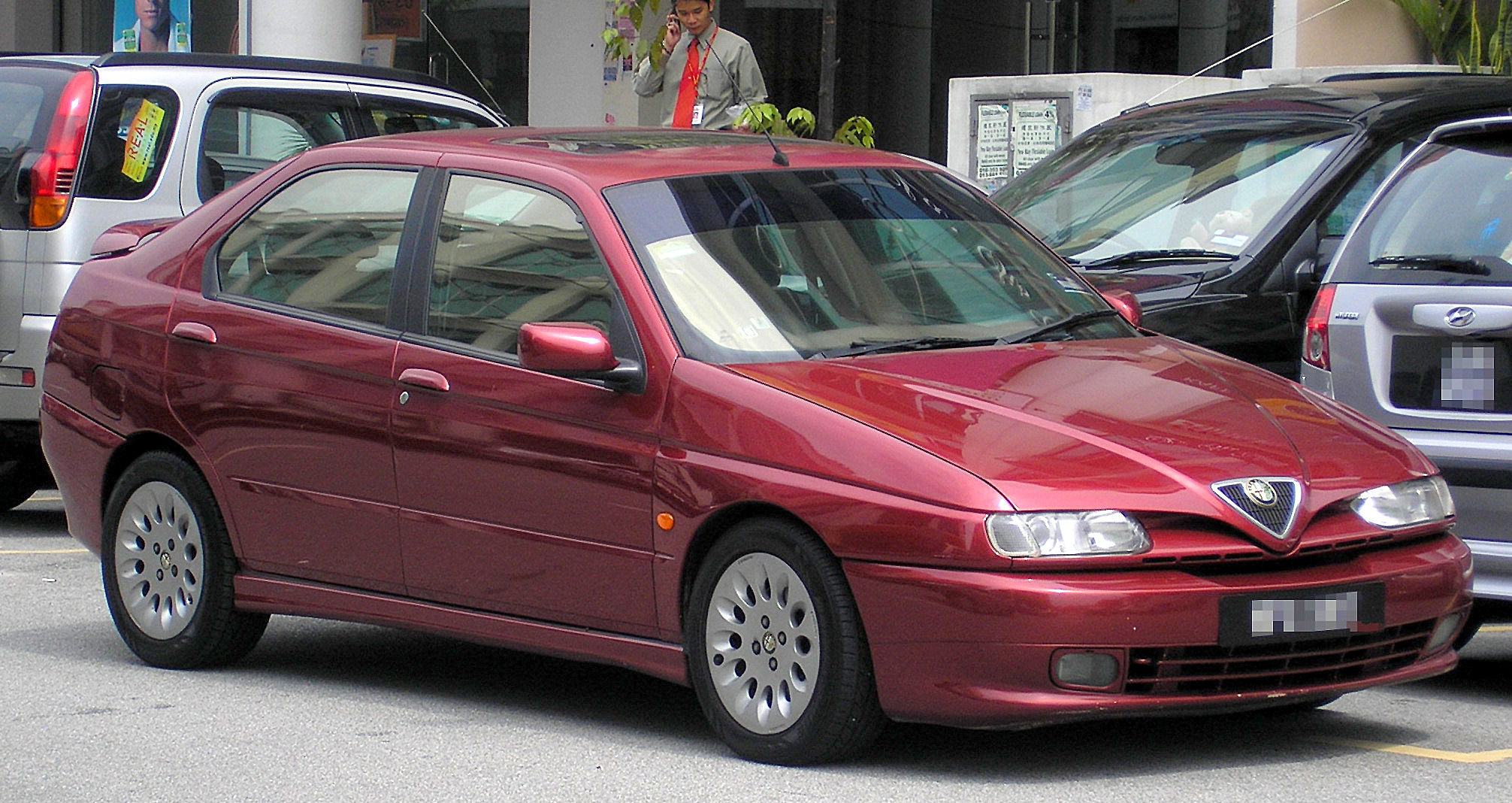
Alfa Romeo 146 (facelift)
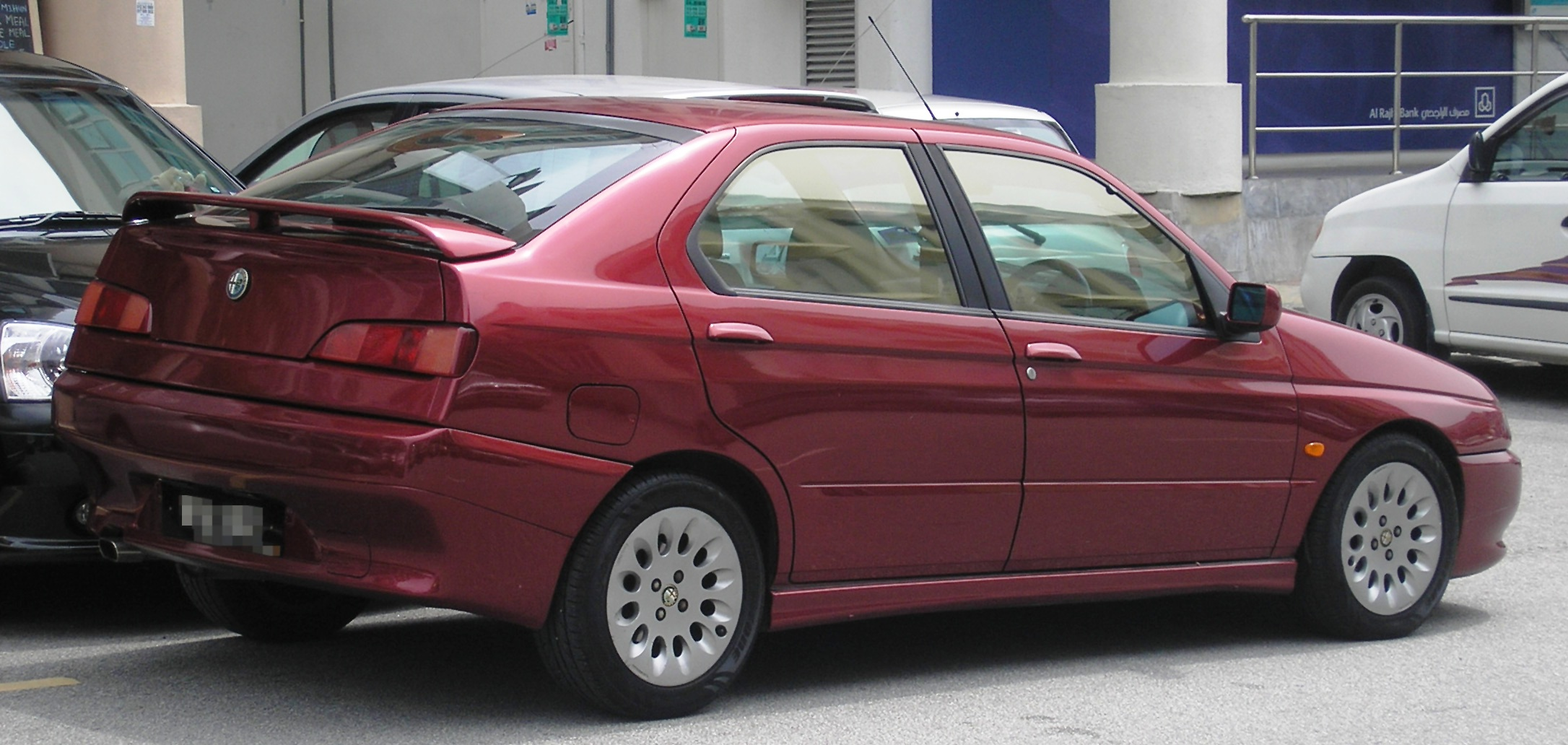
Alfa Romeo 146 (facelift, zadní pohled)
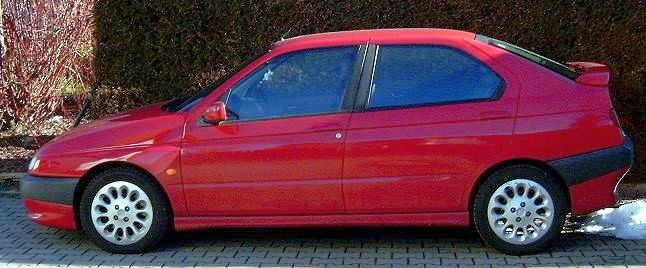
Alfa Romeo 146 – z profilu
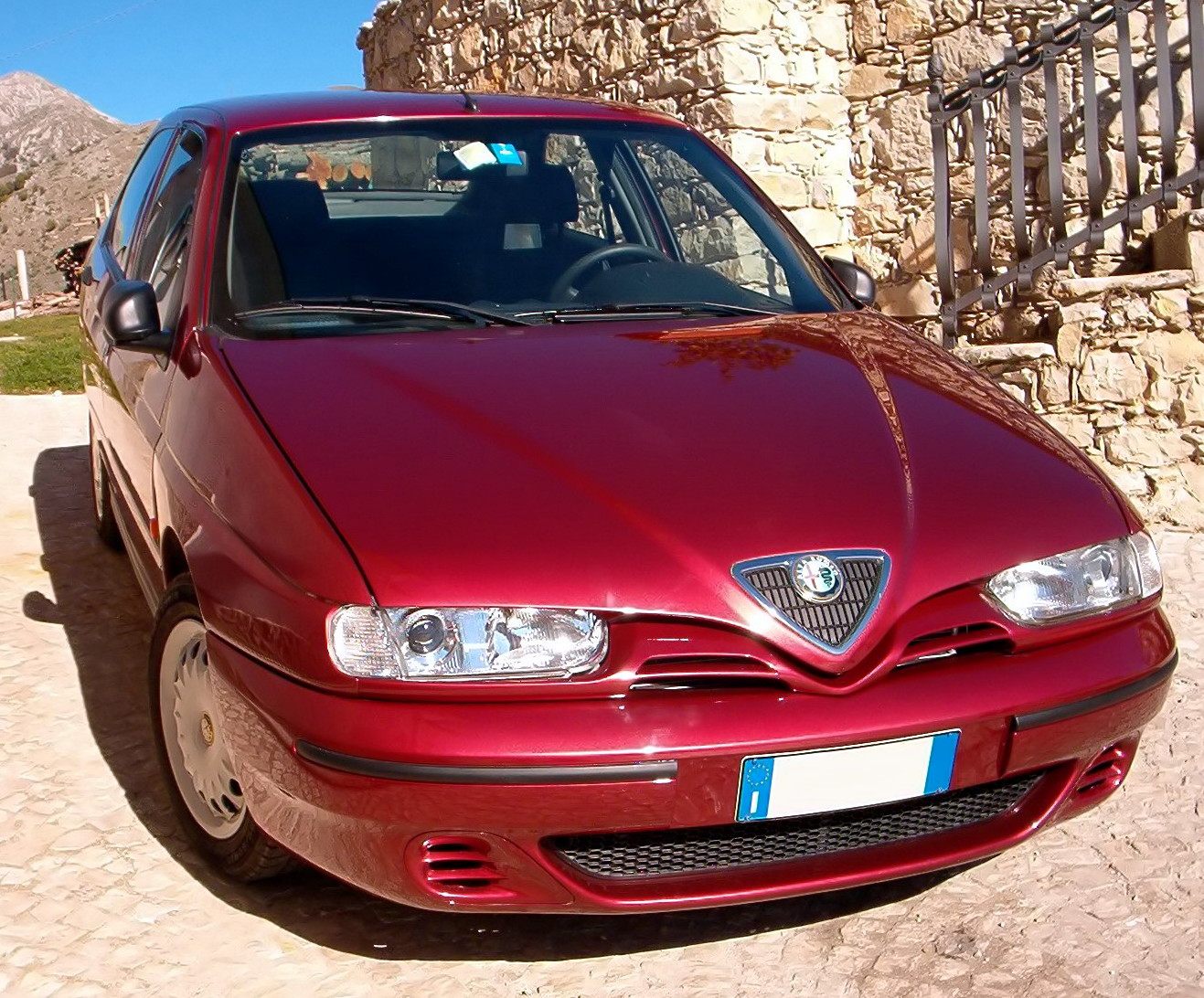
Alfa Romeo 146 (facelift, čelní pohled)